# Södra Rudtjärnen
Södra Rudtjärnen är en sjö i Älvsbyns kommun i Norrbotten och ingår i Piteälvens huvudavrinningsområde. Sjöns area är 0,024 kvadratkilometer och den befinner sig 255 meter över havet.